# Haemogregarina bothi
Haemogregarina bothi is een soort in de taxonomische indeling van de Myzozoa, een stam van microscopische parasitaire dieren. Het organisme komt uit het geslacht Haemogregarina en behoort tot de familie Haemogregarinidae. Haemogregarina bothi werd in 1905 ontdekt door Lebailly.